# George Ellery Hale
George Ellery Hale (Chicago, 29 de junho de 1868 — Pasadena, 21 de fevereiro de 1938) foi um astrónomo estadunidense, especialmente conhecido pelo seu contributo na construção de grandes telescópios.

## Biografia
George Ellery Hale estudou no Instituto de Tecnologia de Massachusetts, no Observatório da Universidade de Harvard e na Universidade Humboldt de Berlim.
Em 1890 foi nomeado director do Observatório Kenwood de Astrofísica e leccionou Astrofísica na Universidade Beloit. Foi nomeado professor assistente na Universidade de Chicago até 1897, passando a professor a tempo inteiro nesta Universidade até 1905. Foi co-editor da revista Astronomy and Astrophysics (Astronomia e Astrofísica) entre 1892 e 1895. Após este projecto tornou-se editor do Astrophysical Journal (Jornal de Astrofísica).
Teve uma carreira bem sucedida como astrónomo, tendo inventado o espectroscópio solar, com o qual efectuou várias descobertas sobre as manchas solares, verificando que o seu número oscilava ao longo de períodos de onze anos. Dedicou-se também ao estudo dos campos magnéticos das manchas solares. A partir de 1892, ao colaborar com a Universidade de Chicago, começou a projectar um telescópio refractor de 102 centímetros para o Observatório de Yerkes. Mais tarde construiu dois grandes telescópios refractores, um com 2,5 metros para o Observatório do Monte Wilson, perto de Los Angeles, Califórnia, em 1917, e outro com 5 metros, batizado Telescópio Hale, para o Observatório do Monte Palomar, em Pasadena, Califórnia, em 1948.
O Telescópio Hale levou vinte anos a construir. O espelho principal é feito de vidro pirex, resistente ao calor e a químicos. Para prevenir que rachasse, foi deixado a arrefecer durante um ano inteiro antes de ser cuidadosamente polido até adquirir a curvatura exacta. Embora o processo de polimento tenha sido iniciado durante a vida de Hale, foi apenas terminado dez anos após a sua morte, ou seja, em 1948. Foi o maior telescópio reflector do mundo até 1974, quando a então existente União Soviética construiu um com 6 metros, que no entanto teve muitos problemas e nunca funcionou correctamente.
O trabalho de George Ellery Hale foi vital para o sucesso de Harlow Shapley, Edwin Hubble e de muitos outros astrónomos da primeira metade do Século XX, por planear e supervisionar a construção de potentes telescópios que tornaram possíveis as observações daqueles cientistas.

## Homenagens
Prémios
- 1894 - Medalha Janssen
- 1902 - Prêmio Rumford[1]
- 1904 - Medalha Henry Draper
- 1904 - Medalha de Ouro da Royal Astronomical Society[2]
- 1916 - Medalha Bruce[3]
- 1917 - Prêmio Jules Janssen[4]
- 1920 - Medalha Galileu, Florença
- 1921 - Prémio Actonian
- 1926 - Medalha Elliott Cresson 1926[5]
- 1927 - Medalha Franklin[6]
- 1932 - Medalha Copley[7]
- 1935 - Medalha Frederic Ives

Epônimos
- Telescópio Hale
- Ciclo Hale, período de 22 anos de variações das manchas solares
- Asteróide 1024 Hale
- Cratera Hale na Lua
- Hale (cratera marciana)